# Elena Ceaușescu
Elena Ceaușescu (phát âm tiếng Romania: [eˈlena t͡ʃe̯auˈʃesku]; nhũ danh Lenuța Petrescu; 7 tháng 1 năm 1916 - 25 tháng 12 năm 1989) là vợ của Nicolae Ceauşescu, lãnh tụ cộng sản của Cộng hòa Xã hội Chủ nghĩa Romania. Bà cũng là Phó Thủ tướng Romania.

## Tiểu sử
Bà sinh Lenuţa Petrescu thành một gia đình nông dân ở xã Petreşti, huyện Dâmboviţa, trong khu vực phi chính thức Wallachia. Cha của bà làm thợ cày. Học bạ cho thấy cô có học lực tốt ở trường tiểu học. Sau khi học tiểu học, cô chuyển đến sống cùng với anh trai cô đến Bucharest, nơi cô làm trợ lý phòng thí nghiệm trước khi làm việc tại một nhà máy dệt. Cô gia nhập Đảng Cộng sản Romania năm 1939 và gặp Nicolae Ceauşescu, 21 tuổi. Ceauşescu ngay lập tức bị sức hút của cô choán hết tâm trí và ông không bao giờ yêu người phụ nữ khác nữa. Mối quan hệ của họ đã bị gián đoạn bởi các cuộc đình công thường xuyên của Ceauşescu trong tù, nhưng cuối cùng họ đã kết hôn vào ngày 23 tháng 12 năm 1947.

## Sự nghiệp trong chính phủ

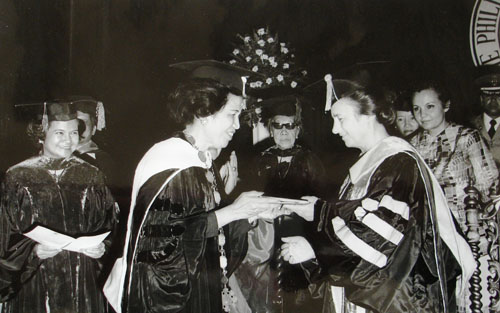
Elena Ceauşescu nhận bằng tiến sĩ danh dự tại Manila (1975).

Sau khi đảng cộng sản nắm quyền, Ceauşescu làm thư ký của Bộ Ngoại giao và là một nhân vật không quan trọng cho đến khi chồng cô trở thành tổng thư ký của đảng. Bắt đầu vào tháng 7 năm 1972, Elena Ceauşescu được bổ nhiệm các chức vụ khác nhau ở cấp cao trong Đảng Cộng sản Rumani. Tháng 6 năm 1973, bà trở thành thành viên Bộ Chính trị của Đảng Cộng sản Romania, trở thành người quan trọng thứ hai sau Ceauşescu. Bà đã tham gia sâu vào quản lý đảng bên cạnh chồng cô, và là một trong số ít vợ chồng của một lãnh đạo Đảng Cộng sản có chức vụ cao trong đảng và nhà nước.
Ceauşescu thường xuyên đi cùng chồng khi đi viếng thăm chính thức nước ngoài. Trong chuyến thăm chính thức nước Cộng hòa Nhân dân Trung Hoa vào tháng 6 năm 1971, bà đã nhận thấyrằng vợ của Chủ tịch Mao Trạch Đông Giang Thanh, nắm giữ quyền lực thực sự. Có nhiều khả năng lấy cảm hứng từ điều này, bà bắt đầu tìm cách gia tăng vị thế chính trị của mình ở Romania. Tháng 7 năm 1971, bà được bầu làm Uỷ viên Trung ương về dự báo kinh tế-xã hội, và tháng 7 năm 1972, bà trở thành thành viên chính thức của Ủy ban Trung ương Đảng Cộng sản Rumani. Tháng 6 năm 1973, sau khi được Emil Bodnăraş đề cử, bà được bầu vào Ban Chấp hành Đảng. Vào tháng 11 năm 1974, tại Đại hội Đảng lần thứ 11, bà đã trở thành ủy viên Bộ chính trị (được đổi tên), và tháng 1 năm 1977, bà trở thành thành viên của cơ quan cao nhất của đảng, ủy viên thường vụ Chính trị. Vào tháng 3 năm 1975, bà được bầu vào Quốc hội Đại hội toàn quốc, nắm giữ chức vụ của Piteşti, hạt Arges, khu vực công nghiệp quan trọng nhất của đất nước, cho đến khi bà chết vào năm 1989. Vào tháng 3 năm 1980, bà được bổ nhiệm làm Phó Thủ tướng thứ nhất, một chức vụ mà bà vẫn nắm giữ cho đến khi bị hành quyết trong cuộc cách mạng Romania.